# Эденская резня
Эденская резня (араб. مجزرة إهدن‎) — столкновение между правохристианскими кланово-политическими группировками в ходе ливанской гражданской войны; убийство боевиками фалангистской партии Катаиб (клан Жмайель) представителей движения Марада (клан Франжье). Жертвами расправы 13 июня 1978 стали Тони Франжье-младший, его жена и дочь. В результате произошёл очередной всплеск насилия внутри христианской общины Ливана, резкое ослабление «Марады» и Франжье. Укрепились военно-политические позиции Катаиб и персонально Башира Жмайеля.

## Контекст
С 1975 года в Ливане шла гражданская война между правохристианскими и «левомусульманскими» силами. Правохристианский блок был консолидирован в коалицию Ливанский фронт с военным крылом Ливанские силы. Основными участниками Ливанского фронта являлись партия Катаиб (Ливанская фаланга), Национал-либеральная партия (НЛП), движение Стражи кедров, движение Марада, организация Танзим, Ливанское молодёжное движение (ЛМД).
В блоке проявлялись серьёзные внутренние противоречия идеологического, политического, межкланового и межличностного характера. Наиболее сложны и враждебны были отношения между Катаиб (маронитский клан Жмайель) и «Марадой» (маронитский клан Франжье).
Катаиб придерживалась праворадикальной популистской идеологии. На правах старейшей, самой многочисленной и наиболее сильной в военном отношении организации Катаиб претендовала на руководство всем правохристианским лагерем. Эта программа получила название «единство винтовки». Председателем партии являлся Пьер Жмайель, вооружёнными формированиями фалангистов командовал его сын Башир Жмайель.
Движение «Марада» стояло на иных позициях и представляло интересы другого клана. Сулейман Франжье-старший в 1970—1976 был президентом Ливана. Вооружёнными силами движения — Бригада Марада, Армия освобождения Згарты — командовал его сын Тони Франжье. Клан Франжье и «Марада» отстаивали интересы консервативной «старой аристократии» и региональные преференции Згарты, своего родового центра. С 1957 года Сулейман Франжье был ориентирован на Сирию, поддерживал тесные личные связи с президентом САР Хафезом Асадом. Именно президент Франжье в 1976 году призвал на территорию Ливана сирийские войска. Первоначально это было одобрено другими участниками Ливанского фронта, но уже с 1977 Катаиб и НЛП стали требовать ухода сирийцев. Эти партии, особенно фалангисты, быстро сближались с Израилем.

## Конфликт
В ходе войны боевики Катаиб проникли в район Згарты. Фалангисты начали устанавливать свой военно-политический и экономический контроль на территории, прежде монопольно контролируемой Франжье. Между фалангистами и боевиками «Марады» происходили кровопролитные столкновения. Весной 1978 года Франжье ультимативно потребовал от Катаиб покинуть Згарту и Шекку. Жмайель ответил отказом. С мая 1978 Франжье прекратил контакты с Ливанским фронтом.
В феврале 1978 года одним из людей  Джуда аль-Байеха, руководителя фалангистов на Севере Ливана, был убит член клана Франжье. 8 июня 1978 по приказу Тони Франжье был убит сам Джуд аль-Байех, . В ответ командующий фалангистами Башир Жмайель принял решение ликвидировать вооружённые силы «Марады» и консолидировать в «Ливанских силах» правохристианские организации на севере страны. За несколько дней до инцидента глава военной разведки Ливана полковник Джонни Абдо предупредил Тони Франжье о планируемом нападении, но Тони пренебрег опасностью, недооценив решимость Башира. О начавшемся движении на север Ливана отрядов фалангистов знал и Сулейман Франжье, и сирийские военные, оборудовавшие блок-посты в том районе страны.
Мишенью для удара был избран особняк Тони Франжье в Эдене, где, по данным фалангистской разведки, укрывались убийцы аль-Байеха. Командование операцией Башир Жмайель поручил Самиру Джааджаа (командир фалангистского спецназа) и Ильясу Хобейке (начальник фалангистской службы безопасности). Оба они были известны фалангистским фанатизмом и особой жестокостью.

## Резня
Атака началась 13 июня 1978 года в 4 часа утра. Численность нападавших фалангистов (около 100 человек) значительно превышала количество боевиков «Марады» (около 30 человек). Защитники особняка отвергли предложение сдаться (которое, по общему убеждению носило сугубо формальный характер). В результате ожесточённого боя погибли 28 человек из «Марады» и 6 фалангистов, был тяжело ранен Самир Джааджаа. Полную победу одержали боевики Катаиб.

Прорвавшись в особняк, фалангисты убили Тони Франжье, его жену Веру и малолетнюю дочь Джихан. По словам Сулеймана Франжье-старшего, убийство было совершено с особой жестокостью: мужа и жену заставили смотреть на смерть дочери, затем жену убили на глазах мужа, после чего расстреляли самого Тони Франжье. Со своей стороны, фалангисты утверждали, будто отец, мать и дочь Франжье погибли под обстрелом во время боя — ворвавшись в особняк, нападавшие обнаружили их трупы.
Башир Жмайель охарактеризовал Эденскую резню как «социальный бунт против феодализма». Как вспоминали очевидцы, он отреагировал на происшедшее с улыбкой. По его словам, приказ состоял в том, чтобы арестовать убийц аль-Байеха и сделать внушение Тони Франжье. Однако Жмайель заранее знал, что план будет реализован иначе — такова была репутация Самира Джааджаа, который «сначала стреляет, потом говорит».

## Последствия
«Марада» окончательно порвала с Ливанским фронтом. Сулейман Франжье-старший распорядился не хоронить погибших до тех пор, пока не свершится отмщение. Он пожелал отцу Башира, лидеру Катаиб Пьеру Жмайелю, испытать то же, что испытал он сам (в 1982 году Башир Жмайель погиб в результате теракта, организованного сирийскими спецслужбами). В следующие дни боевики «Марады» и сирийские войска  убили 26 фалангистов в деревнях Каа, Рас-Баальбек и Джедейдет аль-Факиха. Только через месяц, 14 июля 1978 состоялась церемония похорон в Згарте.
Эденская резня ослабила «Мараду» и укрепила военно-политические позиции Катаиб на севере Ливана. Было ещё раз подтверждено доминирование фалангистов в Ливанском фронте. Серьёзным конкурентом оставались только национал-либералы («Стражи кедров» являлись союзниками Катаиб, «Танзим» и ЛМД не претендовали на главенство). Конфликт Катаиб с НЛП вылился в резню в Сафре через два года после Эденской резни. Вместе с тем, на север Ливана были введены сирийские войска, и Ливанские силы утратили треть территории, прежде ими контролировавшейся. Территория правохристианского анклава сократилась до 10% страны.
Жестокая расправа над Франжье-младшим и его семьёй рассматривается экспертами как причина необратимого раскола ливанских христиан, во многом определившая длительность и ожесточённость гражданской войны. Историк Уильям Далримпл считает, что Эденская резня показала средневековую архаичность политических нравов Ливана, прикрытую до 1970-х «внешним цивилизованным обликом».

## Расследования
На уровне фактического знания обстоятельства и участники Эденской резни достаточно известны (попыток что-либо скрыть, собственно, и не предпринималось). Разночтения существуют лишь в персональных деталях. Например, Самир Джааджаа признаёт своё участие в бою, но отрицает причастность к расправе над семьёй Франжье.
В 1994 году тогдашнее просирийское правительство Ливана подвергло преследованиям Джааджаа и его сторонников. Среди обвинений фигурировала и Эденская резня. Самир Джааджаа был приговорён к пожизненному тюремному заключению. Тогда же за участие в Эденской резне был арестован и осуждён активист «Ливанских сил» Ханна Шалита.
Самир Джааджаа вышел на свободу в результате Кедровой революции 2005 года. Ханна Шалита освободился ещё в 2002 под денежный залог. Юридически конкретные лица, совершившие убийство Тони Франжье и его семьи так и не были установлены. Существует версия о причастности израильской спецслужбы Моссад, но она не имеет доказательных фактологических подтверждений.
Сулейман Франжье-младший, сын Тони Франжье (он остался жив, потому что в день резни находился не в Эдене, а в Бейруте) — лидер «Марады» с 1982 года — выступает как политический противник Катаиб, «Ливанских сил» и Самира Джааджаа. Однако он возражает против возобновления расследований, поскольку усматривает в этом не поиск истины, а «политические махинации на крови».